# Charles W. Nash

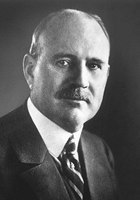
Charles W. Nash

Charles Warren Nash (* 28. Januar 1864 in Cortland, Illinois; USA; † 6. Juni 1948 in Beverly Hills, Kalifornien) war ein US-amerikanischer Automobilunternehmer und Präsident von General Motors.

## Die ersten Jahre
Nash wurde in einer Farmerfamilie in Cortland (Illinois) geboren, dort wo heute die Route 38 (Lincoln Highway) liegt. Nach der Scheidung seiner Eltern in seinem 6. Lebensjahr arbeitete er als Erntehelfer in Michigan. Später wurde er Schäfer bei dem Eigentümer einer Heubindemaschine; dann zog er nach Flint (Michigan) um wo er in die Durant-Dort-Waggonfabrik eintrat welche William C. Durant gehörte. Ab 1890 leitete er den Betrieb.
1897 bot sich ihm die Gelegenheit, eines der ersten Automobile zu fahren, und dies weckte sein Interesse für das wirtschaftliche Potenzial dieses neuen Industriezweiges.

## In der Automobilindustrie
Zusammen mit David D. Buick und William C. Durant gründete Nash die Buick Motor Company. Die Firma war die erste welche im November 1908 der neu gegründeten  General Motors von William Durant angegliedert wurde. Nash war von 1908 bis November 1912 ihr Präsident und Geschäftsführer. Sein Nachfolger bei Buick wurde Walter P. Chrysler.
Charles Nash wurde von der General-Motors-Verwaltung zum Geschäftsführer des Konzerns berufen. Er sanierte die vorher hoch verschuldete Firma. Seine Weigerung allerdings, den Aktionären Dividenden auszuzahlen, resultierte in seiner Abwahl aus diesem Amt im Jahre 1915. Nash, der 1910 William Durant als starken Mann bei GM ablöste, wurde nun von ebendiesem Durant entlassen, als dieser 1916 wieder die Kontrolle über das Unternehmen zurückerlangte.
Nash wollte danach nie mehr für jemand anderen arbeiten. Im August 1916 kaufte er Charles Jeffery die Thomas B. Jeffery Company in Kenosha (Wisconsin) ab, die von Jefferys Vater Thomas B. Jeffery gegründet worden war. 1917 benannte er sie in Nash Motors um. Seine Firma verkaufte sehr erfolgreich Autos für die US-amerikanische Mittelklasse. Zusätzlich zum Engagement in seiner eigenen Firma war Nash auch Präsident des Luxusautomobilherstellers LaFayette Motors, bis Nash Motors diese Gesellschaft 1924 übernahm.

## Der Rückzug
Charles W. Nash ging 1936 in den Ruhestand. Sein Wunschnachfolger bei dem nach ihm benannten Automobilhersteller war George W. Mason, den Walter Chrysler empfahl. Noch 12 Jahre lebte Nash zurückgezogen in Beverly Hills, bevor er im Alter von 84 Jahren starb.
Er liegt auf dem Forest Lawn Memorial Park Cemetery in Glendale (Kalifornien) begraben.